# Адамс (округ, Айдахо)
А́дамс — округ в штате Айдахо. Административным центром, а также крупнейшим городом является Каунсил.

## История
Округ Адамс был основан 3 марта 1911 года. Своё название округ получил в честь второго президента США Джона Адамса.

## Население
По состоянию на 2008 год население округа составляло 3 499 человек. Округ находится на 41-м месте в штате по населению. Рост населения с 2003 года составил 0,86 %. Большинство жителей округа являются белыми:
- Белые: 96,9 %
- Латиноамериканцы: 3,3 %
- Азиаты: 0,2 %
- Две или более расы: 1,2 %
- Чернокожие: 0,1 %
- Индейцы: 1,6 %

Ниже приводится динамика численности населения округа:

## География
Округ Адамс расположен в юго-западном регионе штата Айдахо. Площадь округа составляет 3 548 км², из которых 14 км² (0,40 %) занято водой. Округа, граничащие с округом Адамс:
|                     | Уаллауа (шт. Орегон) | Айдахо |  |  |
|                     | север                | Валли  |  |  |
| Адамс               |                      | Валли  |  |  |
| юг                  |                      | Валли  |  |  |
| Бейкер (шт. Орегон) | Вашингтон            | Джем   |  |  |

### Дороги
- — US 95
- — ID-55

### Города округа
- Каунсил
- Нью-Медоус

### Достопримечательности и охраняемые природные зоны
- Национальная зона отдыха Хеллс-Каньон
- Национальный заказник Пейетт